# Капатов, Игорь Альбертович
И́горь Альбе́ртович Капа́тов (19 августа 1953, Горький, РСФСР, СССР — 29 февраля 2024) — советский и российский актёр-кукольник, художник-постановщик и режиссёр, артист Башкирского государственного театра кукол, народный артист Республики Башкортостан (1993). Член Союза театральных деятелей (1982).

## Биография
Игорь Капатов родился 19 августа 1953 года в городе Горький.
В 1977 году окончил Горьковское театральное училище (педагог Ю. М. Копылов), в 1986 году — Уфимское училище искусств (педагог Г. Г. Гилязева).
По окончании горьковского училища работал в Башкирском театре кукол, с 1982 года — в Русском театре драмы Башкортостана. Имел амплуа острохарактерного актёра.
Выступал как режиссёр, сценограф, художник по костюмам. Ставил спектакли в драматических театрах городов Оренбурга, Уфы, Ижевска. В 2001 году переехал в Москву, снимался в телесериалах.
С 2003 по 2016 год выступал в роли Мишутки в телепередаче «Спокойной ночи, малыши!».
Скончался 29 февраля 2024 года в возрасте 70 лет от осложнений после операции на сердце.

## Роли в спектаклях
- Абрам Шварц («Матросская тишина» — Галич А. А.);
- Анучкин («Женитьба» — Гоголь Н. В.);
- Башмачкин («Ах, Невский!» — Гоголь Н. В.);
- Баян («Клоп» — Маяковский В. В.);
- брат («Преступление и наказание» — Зощенко М. М.);
- Бронников («Пять романсов в старом доме» — Арро В.);
- Бумбараш («Бумбараш» — Ким Ю., Дашкевич В. (по А. Гайдару));
- Витюша («Дорогая Елена Сергеевна» — Разумовская Л.);
- Войницкий («Дядя Ваня» — Чехов А. П.);
- дед Момун («Белый пароход» — Айтматов Ч.);
- Джек («Все в саду» — Олби Э.);
- Задарин («Петербургские квартиры» — Кони Ф. А.);
- Игорь («Пока она умирала» — Птушкина Н.);
- князь («Касатка» — Толстой А. Н.);
- Крогстад («Нора» — Ибсен Г.);
- Лестер («Ваша сестра и пленница» — Разумовская Л.);
- Мартин Дайзерт («Эквус» — Шеффер П.);
- Молодой человек («Друзья» — Абэ К.);
- Мэкки-нож («Трёхгрошовая опера» — Брехт Б.);
- Наркис («Горячее сердце» — Островский А. Н.);
- Нюнин («Свадьба» — Чехов А. П.);
- Призрак («Кентервильское привидение» — по О.Уайльду);
- Прометей («Не бросай огонь, Прометей» — Карим М.);
- Создатель («Божественная комедия» — Шток И.);
- Сол («Дорогая Памела» — Патрик Дж.);
- Тартюф («Тартюф» — Мольер Ж.-Б.);
- Химик («Колыма» — Дворецкий И. М.);
- Шаргай («Порог» — Дударев А.);
- Эдуард Полумбо («Утешитель вдов» — Маротта Д., Рандоне Б.);
- Экзюпери («Звёзды над пустыней» — Баранов А.);
- Яша («Вишнёвый сад» — Чехов А. П.)

## Фильмография
- 2002 — Следствие ведут ЗнаТоКи. Пуд золота
- 2003 — Женская логика-3 — Дмитрий Иванович, следователь
- 2003 — Кобра. Антитеррор — специалист по ядам (фильм № 2 «Охота на первого»)
- 2003 — Козлёнок в молоке — администратор Центрального дома литераторов
- 2003 — Русские амазонки-2 — Тарасов
- 2003 — Трое против всех-2 — конвоир
- 2004 — Солдаты — врач в военкомате
- 2004 — Дзисай
- 2004 — Долгое прощание — сотрудник редакции
- 2004 — Звездочёт — координатор
- 2004 — Красная площадь
- 2004 — Сматывай удочки — эксперт
- 2005 — Солдаты-3 — врач
- 2006 — Мой генерал — Геннадий Иванович
- 2006 — Угон (13-я серия «Охота на Хорька»)
- 2007 — Беглянки — хозяин кафе
- 2007 — Бегущая по волнам — папаша Бутс
- 2007 — Защита против — Рыскин, адвокат
- 2007 — О тебе — староста
- 2007 — Национальное достояние
- 2007 — Человек без пистолета (фильм № 2 «Лишний пациент»)
- 2009 — Гастарбайтер

## Озвучивание мультфильмов
- 2005 — Гора самоцветов: Большой петух — текст от автора и все роли

## Награды и звания
- Народный артист Республики Башкортостан (1993)
- Заслуженный артист Башкирской АССР (1988)